# 簡知遇
簡知遇（16世紀—1647年），字伯葵，廣東廣州府南海縣人，明朝、南明政治人物。

## 生平
簡知遇是萬曆四十六年（1631年）戊午科舉人，獲授銅梁知縣，抵抗蹂躪當地流寇有功，因父母逝世歸鄉。隆武年間朝廷起用他為兵部主事；福京失陷後和梁朝鍾、關捷先、何吾騶、黃士俊、王應華、顧元鏡、李覺斯、曾道唯、葉廷祚在廣州推舉唐王朱聿𨮁為帝，是為紹武帝，獲授兵部戎政尚書。
廣州被清軍攻陷，簡知遇隱居在東皋，和陳調等舉辦耆英會，以文字詩酒放浪，到七十歲去世。

## 引用
1. 1 2  錢海岳《南明史·卷四十二·列傳第十八》：（隆武二年十一月，蘇觀生）遂與（何）吾騶、王應華、曾道唯、顧元鏡立聿鐭為帝……，以簡知遇為兵部尚書。……知遇，字伯葵，南海人。萬曆四十六年舉於鄉。授銅梁知縣。有拒寇功，遷兵部主事。
2. ↑  嘉慶《東莞縣志·卷六十三·人物略》：簡知遇，字伯葵，邑城人。萬厯【曆】四十六年舉人。授銅梁知縣。時流賊蹂躪蜀中，知遇多方捍禦，境內以寍。丁艱歸。
3. ↑  錢海岳《南明史·卷二十七·列傳第三》：福京亡，（唐王聿鐭）浮海至廣州，林察迎之。時昭宗已監國肇慶，梁朝鍾、關捷先倡兄終弟及議，蘇觀生遂與何吾騶、黃士俊、王應華、顧元鏡、李覺斯、曾道唯、葉廷祚，以隆武二年十一月朔，擁稱監國。五日，立為皇帝，改明年為紹武元年，以都司署為行官。封弟聿鍔唐王，觀生建朋伯，王之臣忠惠伯。以觀生為兵部尚書、東閣大學士，吾騶、士俊以原官入閣，應華、元鏡、捷先、道唯並拜東閣大學士，簡知遇為兵部尚書，龍倫、郝時登、趙千駟、劉昌業、趙繼宗、李志義為將軍。
4. ↑  《罪惟錄·附紀卷二十·唐主附》：（隆武二年）十一月之朔，王行監國禮，使主事陳邦彥奉箋觀桂肇慶，未返。五之日，遽稱尊號，改元紹武，軍國事專任觀生，元鏡、捷先以推立功，拜東閣大學士兼兵部侍郎，擢主事，簡知遇為兵部戎政尚書……
5. ↑  錢海岳《南明史·卷四十二·列傳第十八》：廣州陷後，隱東皋，與陳調等為耆英會，放浪文字詩酒。
6. ↑  嘉慶《東莞縣志·卷六十三·人物略》：明末，以人材舉擢兵部主事，鼎革後棲息東皋，收浪詩酒間，與陳調輩為耆英之會。深自韜隱，年七十卒。